# Bonuviers teater
Bonuviers teater var en historisk teater i Åbo i Finland mellan 1817 och 1827. Det var den första teatern i Åbo och i Finland. Teatern användes av Bonuviers teatersällskap, som existerade 1813-1827. 

## Historik
Under 1800-talets första decennium fanns ingen fast teater i Finland. Tyskspråkiga teatersällskap besökte ibland landet på sin väg mellan Sankt Petersburg och Stockholm. Det enda svenska teatersällskapet, Margareta Seuerlings sällskap, spelade under somrarna i Åbo och turnerade under vintersäsongen i de finska kuststäderna. För detta hade Seuerling ett privilegium från 1795, som förnyades 1807 och av de ryska myndigheterna 1810. Sällskapet kunde även spela under det Finska kriget. En regel som gällde var att man inte fick spela i städer med universitet eller gymnasium annat än mellan terminerna. I Finland gällde det Åbo och Borgå.

### Övertagandet av teatersällskapet
Carl Gustav Bonuvier (1776-1858) hade turnerat med olika teatersällskap i Sverige från år 1796 till 1811 då det teatersällskap han tillhörde lades ned. Margareta Seuerling hade vid det laget fått ekonomiska problem och satt på gäldstugan både år 1809 och 1810. Hennes sällskap leddes tillfälligt av tre skådespelare men på sommaren 1810 var det hennes namn som åter stod i annonserna. Vid det laget hade man börjat spela i en liderbyggnad på Slottsgatan i Åbo, där den nedre våningen inhyste slaktare, varför teatern kallades slakthusteatern. Seuerling stod 1811 åter inför hotet av bankrutt men ställdes under änkekejsarinnan Maria Feodorovnas beskydd. Vinterturnén 1812 leddes av  Bonuvier och skådespelaren Anna Johanna Gellerstedt, till stor del i Borgå där man hade fått rätt att spela också under gymnasiets vinterferier. Den 31 oktober 1813 övertog Bonuvier officiellt Seuerlings privilegium. Han fortsatte också den traditionella turnéverksamheten i de finska kuststäderna utom i Helsingfors där det fanns en teater som spelade på tyska.

### Ett eget teaterhus
År 1814 lyckades Bonuvier få tillstånd att hyra det s.k. materialhuset på Nytorget i Åbo. Detta inreddes som en sommarteater med loger och en efter finhetsgrad uppdelad salong med parterr, parkett samt numrerade och onumrerade platser. En tillbyggnad med klädloger uppfördes. Redan följande år fick man problem då taket läckte och de sista föreställningarna där ägde rum sensommaren 1816. Då hade Bonuvier redan köpt en fastighet som låg på Nytorgets västra sida. Där inleddes arbetet samma sommar med att bygga ett nytt teaterhus, delvis med material från materialhuset som staden hade beslutat riva. Byggnadsarbetet leddes av arkitekten Olof Alm från Norrköping. Vid torget uppfördes ett ca 17 m långt bostadshus och i vinkel mot detta inåt tomten själva teaterhuset, vars yta var ca 28 x 12 m och höjd 6 m. Ingången till båda husen låg mot torget och förde till en vestibul med biljettkontor. Genom att taket i salongen hade formen av ett tunnvalv var den hög nog att flankeras av två åskådarrader och bakom dem korridorer och trappor. På första raden fanns en stor hedersloge och flera andra loger, likaså var andra raden indelad i loger. Under scenen inrättades klädloger. Salongen saknade värmeanläggning eftersom den var avsedd för sommarbruk. Hederslogen som var avsedd för generalguvernören hade tillgång till ett sommarrum ovanför vestibulen för förnämare besökande. Teaterhuset invigdes den 8 juli 1817 med Louis-Sébastien Merciers Desertören eller Dygdens och Ädelmodets Seger och som efterspel August von Kotzebues Döde Systerson.

### Ett eget teaterprivilegium
År 1819 beviljades Bonuvier rätt att överta Margareta Seuerlings privilegium vid hennes död, vilken inträffade år 1820. Johann Gappmayer som ledde det tyska teatersällskapet i Helsingfors drog sig ur år 1819 varefter Bonuvier kunde spela där utan begränsning. År 1820 besökte sällskapet Viborg och också Sankt Petersburg. Vid det laget hade Bonuvier i praktiken uppnått monopol på teaterverksamheten i Finland. Samtidigt hade Bonuvier ekonomiska problem genom sina utlägg för teaterhuset och måste hyra ut huset för sommaren 1820 åt Anders Petter Berggren. Denne ledde också turnéverksamheten under de närmaste åren. Ett nytt tyskt teatersällskap under ledning av Johann Arnold Schultz kom till Finland 1824 och slog sig snart ned i Helsingfors. Turnéverksamheten leddes efter Berggren av andra skådespelare tills verksamheten avbröts av sorgeperioden efter kejsar Alexander I:s död i december 1825. Flera skådespelare hade lämnat teatergruppen innan den på nytt kunde samlas sommaren 1826. Bonuvier ledde själv vinterturnén och inledde samarbete med Schultz med föreställningar på tyska i Åbo.

### Upplösning av verksamheten
Slutet för Bonuviers teater i Åbo kom den 4 september 1827 då största delen av staden förstördes i Åbo brand. Bonuvier förlorade hela sin egendom och också sällskapet som togs över av andra. Av branden följde att universitetet flyttade till Helsingfors och därmed försvann en viktig del av publiken. Under några år gav resande sällskap föreställningar i Brunnshuset i Åbo men 1833 uppfördes en provisorisk träteater på samma plats där Bonuviers teater hade stått. Den ersattes år 1839 av det befintliga teaterhuset i Åbo, som uppfördes bredvid den provisoriska byggnaden. Teatersällskapet och privilegiet togs så småningom över av Carl Wilhelm Westerlund, från 1830 till 1845 på ett eget privilegium. Bonuvier uppträdde ännu en tid i hans sällskap. Han drog sig tillbaka till sin dotters hem i Fredrikshamn där han avled år 1858.

### Repertoar
Bonuviers teaterbibliotek överlevde branden och det mesta som är bevarat finns nu i Åbo Akademis bibliotek. Bonuvier uppskattade det fransk-klassiska dramat, franska komedier och gustaviansk stilisering. Viktiga i hans verksamhet var traditionella teaterstycken med mycket och varierande innehåll. Händelser ur verkliga livet med lyckligt slut var goda satsningar för att locka publik. På repertoaren fanns svenska författare som Gustav III, Carl Envallsson, Carl Israel Hallman, Olof Kexél, Carl Gustaf af Leopold och Carl Lindegren. Han uppförde även översättningar och bearbetningar av utländska skådespel skrivna av Holberg, Iffland, Kotzebue, Molière, Beaumarchais, Lafontaine med flera.

### Webbkällor
- Paavolainen, P: Finlands teaterhistoria, Teaterhögskolans publikationsserie 69, u.å.
- Uppslagsverket Finland: Teater, 2011